# Gelöbnisfeier in Bremen 1980

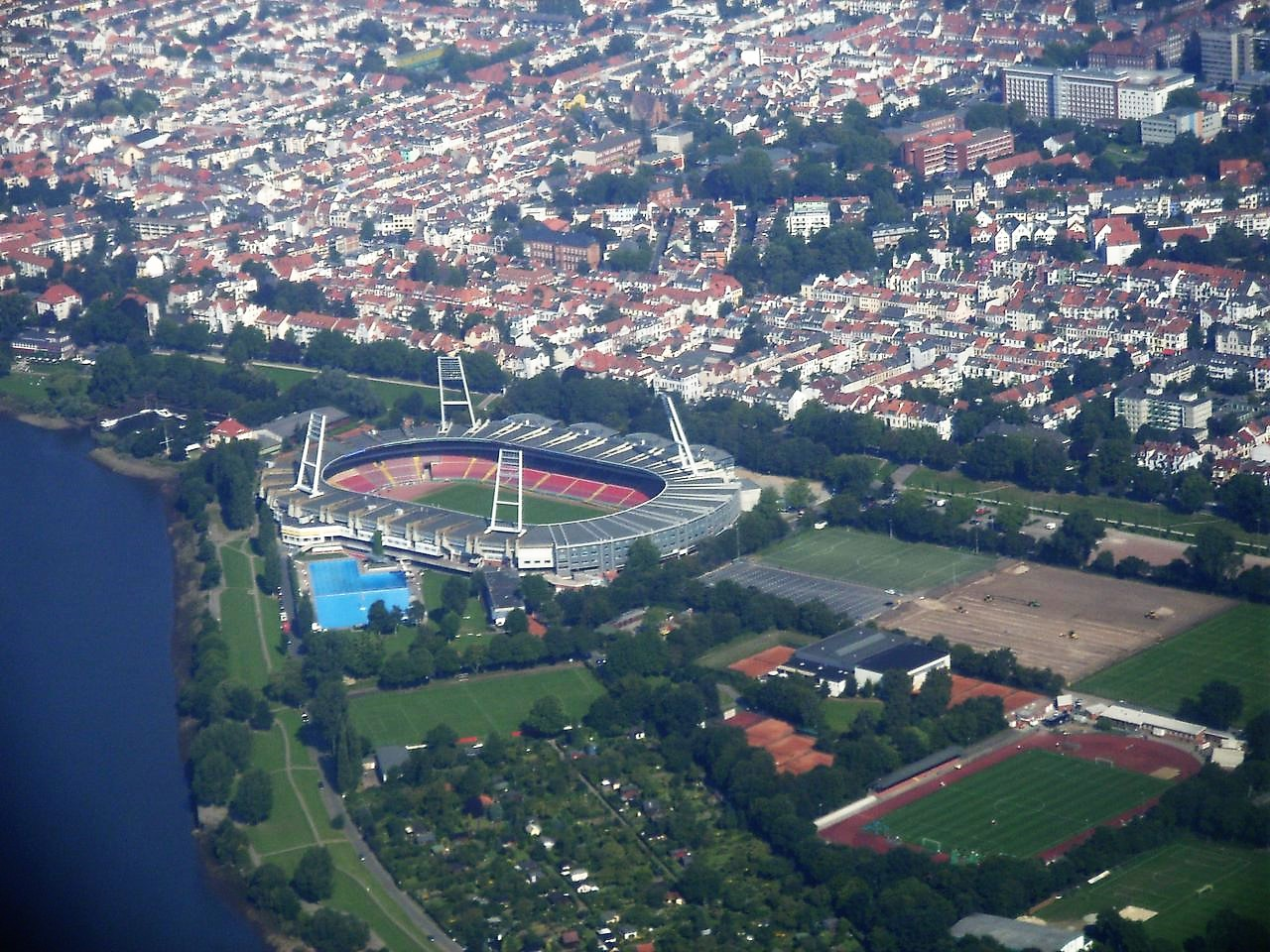
Das Weserstadion in der Pauliner Marsch, zwischen Weser (links) und Osterdeich (Bildmitte), angrenzend die Bebauung der Östlichen Vorstadt (2005)

Das Feierliche Gelöbnis von Bundeswehrrekruten am 6. Mai 1980 im Bremer Weserstadion war die erste Gelöbnisfeier seit Bestehen der Bundeswehr, die als öffentliche Großveranstaltung außerhalb einer Kaserne durchgeführt wurde. Dabei entwickelten sich aus Protesten verschiedener Gruppen gewaltsame Ausschreitungen, die in der bis dahin größten Straßenschlacht der Bremer Stadtgeschichte gipfelten.

## Planung
Das Jahr 1980 markierte das 25-jährige Bestehen der Bundeswehr und der Mitgliedschaft der Bundesrepublik in der NATO. Aus Anlass dieses Jubiläums wurden erstmals in der Geschichte der Bundesrepublik Deutschland eine Reihe öffentlicher Rekrutenvereidigungen angesetzt. Als Auftakt sollten 1200 Rekruten der Bundeswehr am Abend des 6. Mai 1980, dem 25. Jahrestag des Beitritts der Bundesrepublik zur NATO, öffentlich im Bremer Weserstadion vereidigt werden. Weitere Vereidigungen waren unter anderem am 11. September 1980 im Jahnstadion in Kamen, am 6. November 1980 auf dem Königsplatz in München und am 11. November 1980 im Niedersachsenstadion in Hannover angesetzt. Für den 25. Jahrestag der Gründung der Bundeswehr, den 12. November 1980, war schließlich ein öffentliches Gelöbnis auf dem Münsterplatz der damaligen Bundeshauptstadt Bonn geplant.

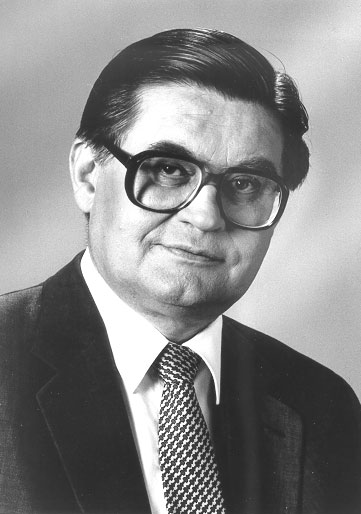
Bürgermeister Hans Koschnick
(vor 1985)

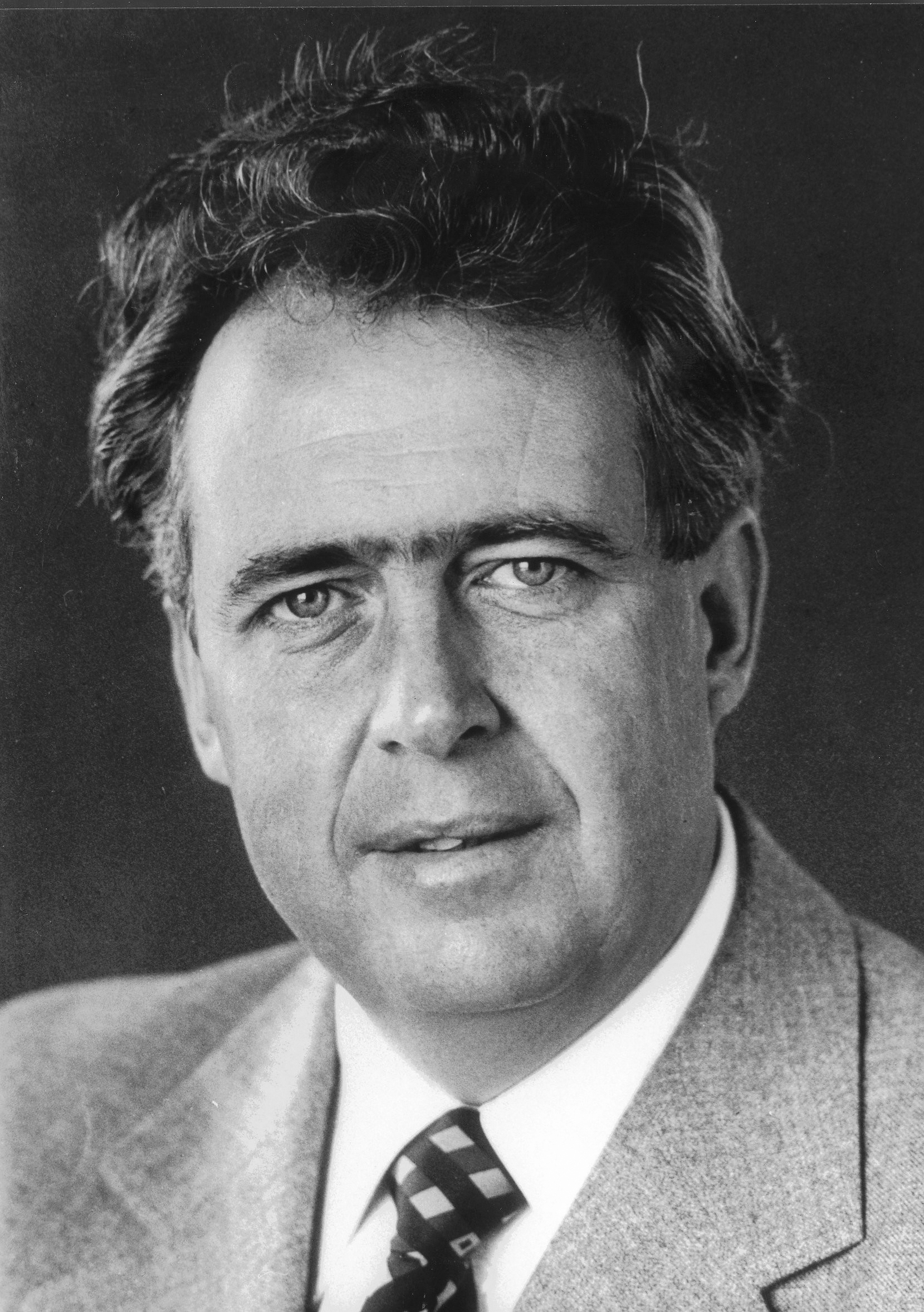
Verteidigungsminister Hans Apel (1978)

Laut Berichten des Spiegel sollen der Generalinspekteur der Bundeswehr und die Führungen der Teilstreitkräfte sich noch im März 1980 dafür eingesetzt haben, das Jubiläum durch eine militärische Feldparade mit Vorbeimarsch von Panzern und Artillerie sowie dem Überflug von Kampfgeschwadern zu begehen. Bundeskanzler Helmut Schmidt (SPD) und Verteidigungsminister Hans Apel (SPD) lehnten dies jedoch ab. Stattdessen sollten Gelöbnisfeiern mit großem Zapfenstreich abgehalten werden. Die Freie Hansestadt Bremen wurde für die Auftaktveranstaltung ausgewählt, weil dort 25 Jahre zuvor 1955 das erste öffentliche Gelöbnis in der Geschichte der Bundeswehr stattgefunden hatte. Bremens Bürgermeister Hans Koschnick  (SPD) hatte dem Wunsch Apels entsprochen und zugestimmt. Zur Begründung gab er an, dass sich die „Bundeswehr […] schließlich nicht vor der Gesellschaft zu verstecken“ brauche.
Gleichzeitig erstarkte seit 1979 die Friedensbewegung in der Bundesrepublik insbesondere im Zuge der Proteste gegen den NATO-Doppelbeschluss, die angekündigte Nachrüstung atomarer Mittelstreckenraketen in Westeuropa. Laut Spiegel warnten daher das Bundesamt für Verfassungsschutz (BfV), der Militärische Abschirmdienst (MAD) und der damalige Generalinspekteur der Bundeswehr Jürgen Brandt vor möglichen militanten Unruhen. Jedoch hätten Bundes- und Landesregierung auf der Traditionspflege beharrt.
Zu der Gelöbnisfeier reiste Bundesverteidigungsminister Apel an. Am Nachmittag des 6. Mai 1980 lud Bürgermeister Koschnick 400 Gäste aus Politik und Gesellschaft sowie hohe Militärs aus Bundeswehr und NATO-Stäben in das Bremer Rathaus.

## Proteste und Mobilisierung im Vorfeld
Linke Gruppen, aber auch viele SPD-Mitglieder in Bremen waren gegen das Massengelöbnis. Verschiedene Parteigliederungen, von der Arbeitsgemeinschaft für Arbeit über die Frauen in der SPD bis hin zu den Jusos, verurteilten die geplante Veranstaltung. Die Delegierten der SPD-Unterbezirke Bremen-West und Bremen-Ost protestierten gegen „überflüssiges Säbelrasseln“ und „unzeitgemäßes Brimborium“. Sie forderten eine Vereidigung in einem „normalen Rahmen“, am besten auf dem Kasernenhof. Der SPD-Landesvorsitzende in Bremen Konrad Kunick empfahl öffentlich, „auf überholte militärische Traditionsformen zu verzichten“.
Auch der Landesverband der Gewerkschaft Erziehung und Wissenschaft (GEW) rief zu den Protesten auf, während der DGB diese verurteilte und seinen Mitgliedern eine Teilnahme untersagte. Vertreter  christlicher Kirchen beteiligten sich an der Vorbereitung und Durchführung einer Demonstration als Teil der Initiative gegen die öffentliche Rekrutenvereinigung am 6. Mai.
Das Komitee für Frieden, Abrüstung und Zusammenarbeit und die Marxistische Gruppe verteilten im Vorfeld in Bremen Flugblätter mit Protestaufrufen. Auch der Kommunistische Bund Westdeutschland (KBW) rief zu Protesten auf. Der KBW war 1973 aus dem Kommunistischen Bund Bremen entstanden und forderte die „Ersetzung der Polizei und des stehenden Heeres durch die allgemeine Volksbewaffnung, ausgehend von den Kommunen“.
Insgesamt wurden drei Demonstrationen angemeldet: Um 16:30 Uhr sollte eine vom KBW und der Bremer Bürgerinitiative gegen Atomenergieanlagen unterstützte Demonstration vom Hauptbahnhof zum Goetheplatz ziehen. Von dort folgte ab 17.30 Uhr ein Demonstrationszug zu den Weserterrassen, der anschließend in eine friedliche Kundgebung mit Kulturprogramm bis 23 Uhr übergehen sollte. Diese Demonstration war von der Initiative gegen die öffentliche Rekrutenvereinigung am 6. Mai angemeldet worden, die von Jusos, Jungdemokraten, der Gewerkschaftsjugend, kirchlichen Gruppen sowie den Studentenvertretungen der Bremer Hochschulen unterstützt wurde. Ab 19.30 Uhr hatte der KBW eine zusätzliche Kundgebung direkt zum Weserstadion am Osterdeich angemeldet.

## Demonstration und Auseinandersetzung

Bei der Demonstration wurde ein VW-Bus der Bundeswehr umgeworfen.

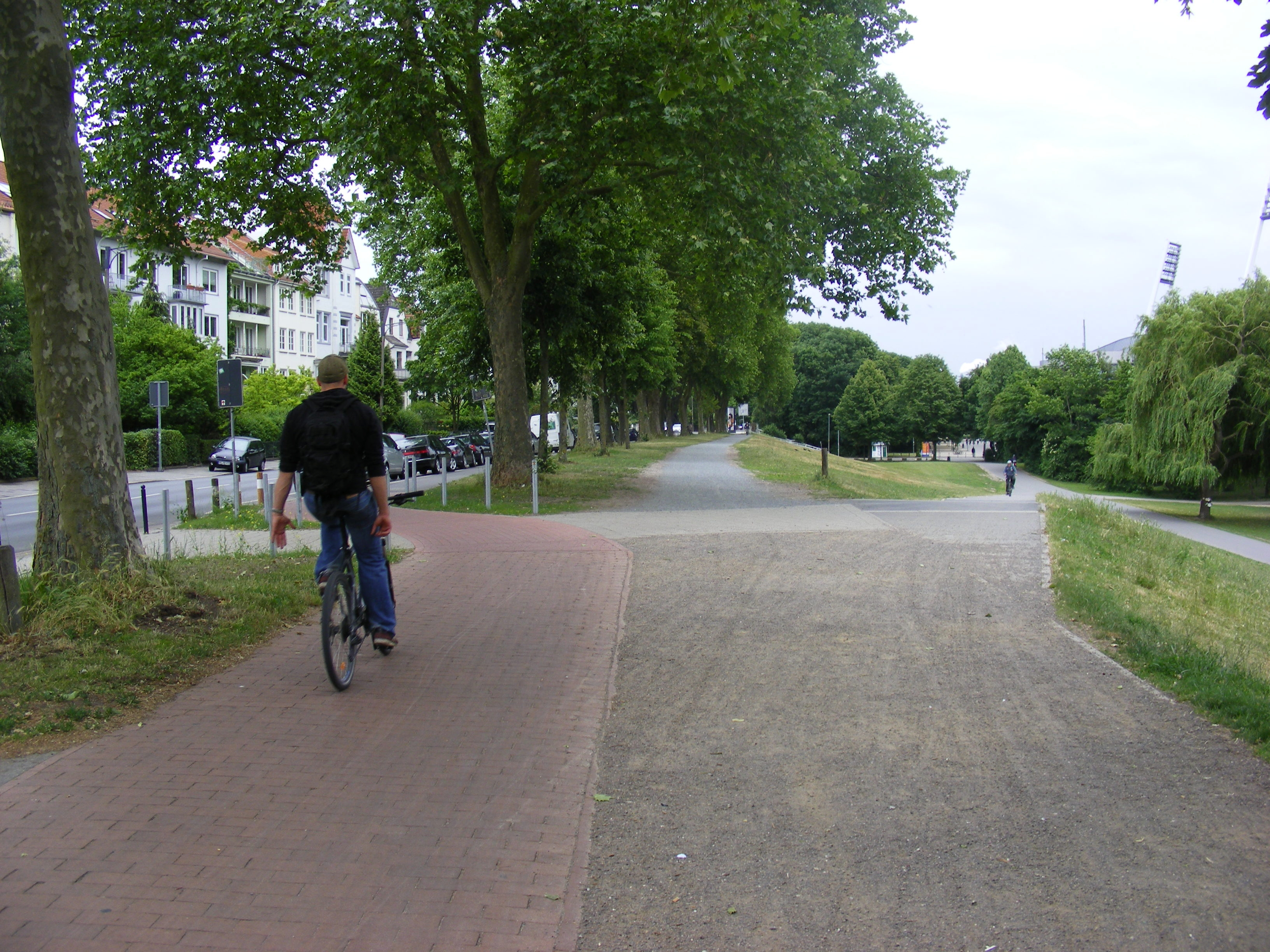
Osterdeich vor dem Weserstadion (hinten rechts) (2015)

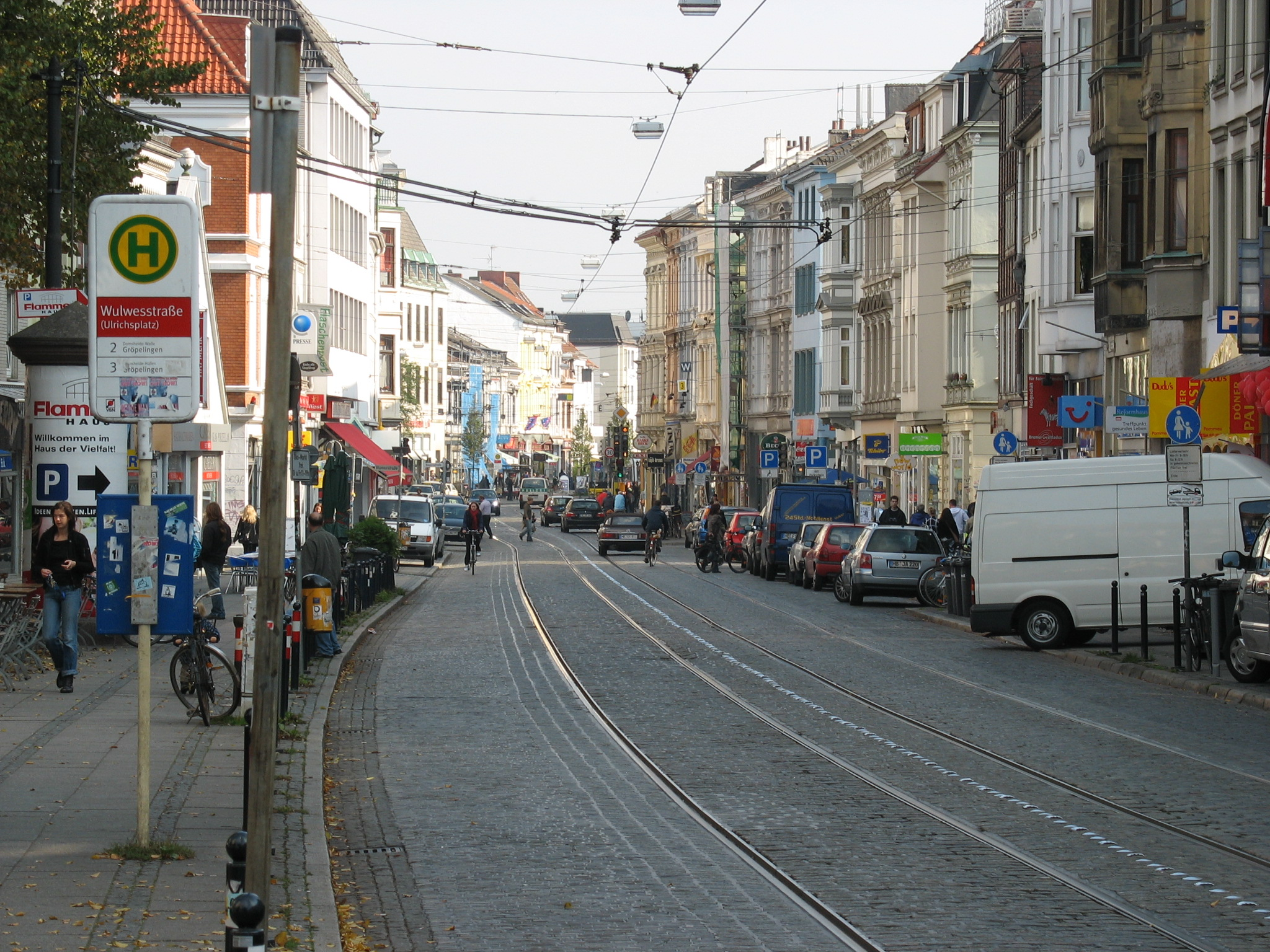
Typische Straßenszene im Bremer Ostertorviertel (2014)

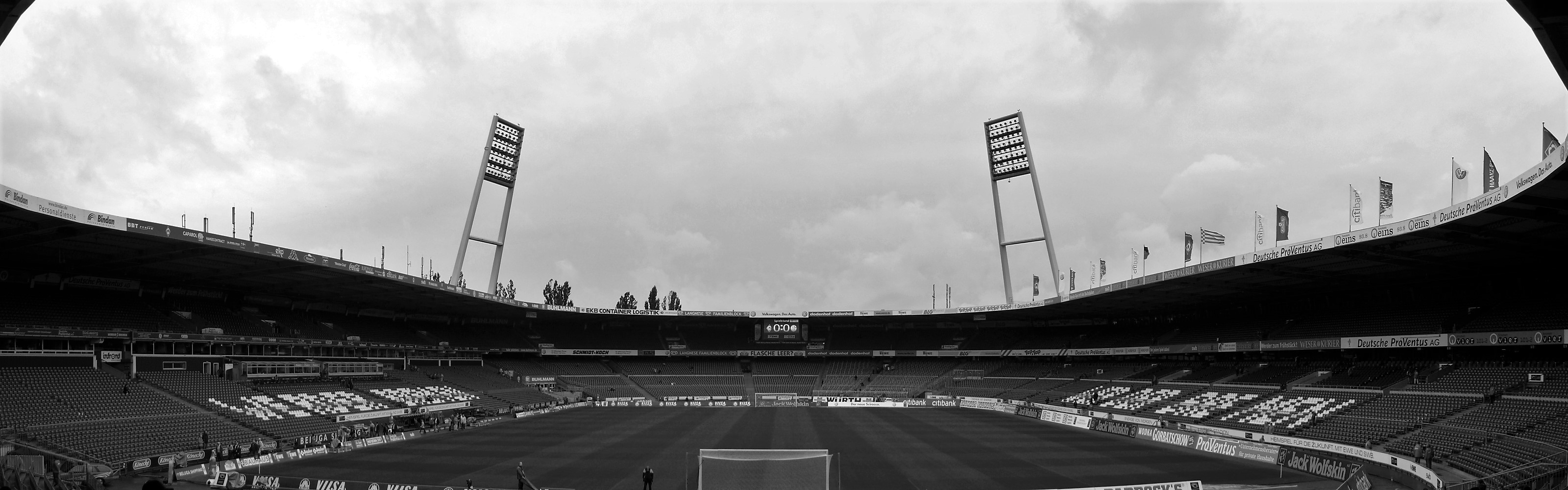
Früherer Innenraum des Stadions, baulich noch ähnlich wie 1980 (2008)

Noch vor Beginn der Feier versammelten sich rund 10.000 Demonstranten. Der Demonstrationszug der „Initiative“ mit 8.000 Teilnehmern verlief zunächst ohne besondere Vorkommnisse. Dann lösten sich aus der Demonstration Gruppen von vermummten und teilweise behelmten Demonstranten und warfen Pflastersteine sowie Molotowcocktails auf die Polizei und die anwesenden Soldaten. Es kamen auch Eisenstangen und andere Schlaggeräte zum Einsatz. Demonstranten setzten Fahrzeuge der Bundeswehr in Brand. Schätzungen zur Zahl der gewalttätigen Demonstranten schwanken zwischen 300 und 1000 Personen. Laut Untersuchungsausschuss zu den Ereignissen wurden dabei „[ü]bereinstimmend [...] eine bis dahin nicht erlebte Militanz und Entschlossenheit der Gewalttäter festgestellt, die ohne Vorbereitung oder Vorgeplänkel auf die Ordnungskräfte eindrangen“ und aus einer Menschenmenge von 10.000 bis 15.000 Personen operierten.
Im Ostertorviertel wurde eine den Bundespräsidenten Karl Carstens darstellende Puppe unter lautem Jubel verbrannt. Am Zaun um das Stadion waren zunächst nur 100 Polizisten eingesetzt, die sich mehreren hundert Militanten gegenübersahen. Die Polizei forderte Verstärkung an. Mehrfach versuchten Demonstranten das Stadion zu stürmen, dessen Tore von Polizei und Feldjägern der Bundeswehr „mit Not verteidigt“ (Der Spiegel) wurden. Zweimal gelang es Demonstranten, die Tore aufzubrechen. Polizei und Soldaten konnten die eindringenden Protestierer jedoch zurückdrängen. Laut Spiegel wurden Polizeihubschrauber mit Leuchtkugeln und Feuerwerksraketen beschossen. Der Polizeifunk wurde gestört. Vier VW-Busse der Bundeswehr, die Richtung Stadion fuhren, wurden von Demonstranten angehalten; die Soldaten flüchteten und ein Bus ging in Flammen auf.
Ab 18.30 Uhr war der erst kurz zuvor geöffnete Einlass in das Stadion durch Demonstranten behindert. Bis nach 19 Uhr wurden Zuschauer „durch verschiedene, zum Teil zwischen Gewalttätern und Polizei umkämpfte Stadiontore“ eingelassen. Bundespräsident Carstens, Verteidigungsminister Apel und Bürgermeister Koschnick wurden mit Helikoptern ins Stadion eingeflogen. Mehrmals wurden größere Gruppen von Demonstranten, die das Gelöbnis durch Lärm, Pfiffe und Sprechchöre störten, aus dem Stadion gedrängt.
Einmal bildeten friedliche Demonstranten eine Kette zwischen Polizei und Militanten. Sie wurden von Wasserwerfern der Polizei mit CS-Gas-Beimischung „weggespritzt“. Am späten Abend wollten sich die verbliebenen Demonstranten zurückziehen. Die Polizei, nun verstärkt mit frischen Kräften aus Niedersachsen, sperrte jedoch Nebenstraßen ab „und schlug noch einmal zu“.
Die Polizei meldete anschließend 257 verletzte Polizisten, drei verwundete Soldaten und mindestens 50 verletzte Demonstranten. Sechs Bundeswehrfahrzeuge brannten aus, Polizeiwagen und Wasserwerfer waren beschädigt. Zahlreiche Demonstranten wurden vorübergehend festgenommen, 42 Ermittlungsverfahren wegen Verdachts des schweren Landfriedensbruchs und Körperverletzung eingeleitet. Der Sachschaden betrug umgerechnet 500.000 Euro.
Ein VW-Bus und ein Kleinlaster, die als Lautsprecherwagen des Kommunistischen Bundes Westdeutschland gedient hatten, wurden beschlagnahmt. In den Fahrzeugen wurden Schlagstöcke und Schutzhelme, Gasmasken und wetterfeste Kleidung sowie Behälter mit destilliertem Wasser zum Auswaschen von Tränengas und Benzinkanister gefunden.
Das Gelöbnis selbst verlief innerhalb des Weserstadions nicht störungsfrei, die Sprechchöre der Demonstranten waren zu hören, der Hubschrauber und das Martinshorn der Polizeiwagen übertönten zeitweise die Reden. Die Veranstaltung begann mit einer Ansprache des Bundespräsidenten, dann folgte die traditionelle militärische Zeremonie des Großen Zapfenstreichs und abschließend das Gelöbnis der 1200 jungen Rekruten.

## Reaktionen
Am Morgen nach den Krawallen meldete eine Nachrichtensprecherin von Radio Bremen: „Bei der Verteidigung (sic!) von 1200 Bundeswehrrekruten ist es gestern Abend zu schweren Krawallen gekommen.“ Der Versprecher wurde von vielen Kommentatoren aufgegriffen, da er den realen Verlauf wiedergab.
Bremens Innensenator Helmut Fröhlich (SPD) sagte, es habe sich um „die schwersten Zwischenfälle in Bremen seit Kriegsende“ gehandelt. Helmut Kohl, damals CDU-Vorsitzender, sah in den Protesten einen „in der Geschichte der Bundesrepublik einmaligen Skandal“. Der damalige Kanzlerkandidat Franz Josef Strauß sagte, es habe sich um einen „brutalen Angriff auf diese Gesellschaft“ gehandelt.
SPD-Fraktionschef Herbert Wehner bat öffentlich „um Verzeihung, daß Soldaten und Offiziere der Bundeswehr durch Akte beleidigt und bedrängt worden sind, die unserem demokratischen Gemeinwesen unwürdig sind“.
Ein ursprünglich für den 14. Mai 1980 auf dem Rathausplatz in Emden geplantes öffentliches Gelöbnis von 400 Wehrpflichtigen wurde wegen der Vorfälle in Bremen aus Sicherheitsgründen auf das Gelände der Emdener Karl-von-Müller-Kaserne verlegt.
Klaus Wolschner verwies im Rückblick 2010 in der taz darauf, dass zwar viele Demonstranten pazifistisch motiviert gewesen seien, nicht jedoch die Organisatoren der Proteste. Die DKP-orientierten „Friedensgruppen“ hätten eher die Bundeswehr im Interesse der DDR in Misskredit bringen, die maoistischen und autonomen Gruppen mit quasi-militärischen Mitteln die NATO schwächen wollen.
Wolschner resümiert: „Die Schlacht war, politisch gesehen, enorm erfolgreich: Zehn Jahre lang gab es danach in der ganzen Republik keine öffentlichen Vereidigungen der Bundeswehr mehr.“ Für Markus Mohr „sorgten solche Proteste, die maßgeblich von 1976 bis zum Ende der sozialliberalen Koalition 1982 stattfanden, dafür, daß der seit 1965 gültige Traditionserlaß der Bundeswehr über den Haufen geworfen werden mußte.“

## Literarische Verwertung
Der aus Bremen stammende Schriftsteller Sven Regener verarbeitete die Auseinandersetzungen in seinem Buch Neue Vahr Süd. In der gleichnamigen Verfilmung des Romans wird die „Schlacht am Weserstadion“ nachgestellt.